# Монтгомері (округ, Айова)
Шаблон:StateAbbr_ 41°01′45″ пн. ш. 95°09′05″ зх. д. / 41.029166666667° пн. ш. 95.151388888889° зх. д.
Округ Монтгомері (англ. Montgomery County) — округ (графство) у штаті  Айова, США. Ідентифікатор округу 19137.

## Історія
Округ утворений 1851 року.

## Демографія
За даними перепису 
2000 року 
загальне населення округу становило 11771 осіб, зокрема міського населення було 6180, а сільського — 5591.
Серед мешканців округу чоловіків було 5581, а жінок — 6190. В окрузі було 4886 домогосподарств, 3259 родин, які мешкали в 5399 будинках.
Середній розмір родини становив 2,91.
Віковий розподіл населення поданий у таблиці:
| Стать    | До 15 років | 15-21 | 22-29 | 30-39 | 40-49 | 50-65 | 65-85 | Понад 85 |
| -------- | ----------- | ----- | ----- | ----- | ----- | ----- | ----- | -------- |
| Чоловіки | 1182        | 502   | 474   | 736   | 879   | 873   | 813   | 122      |
| Жінки    | 1208        | 494   | 491   | 740   | 846   | 961   | 1136  | 314      |

## Суміжні округи
- Кесс — північний схід
- Адамс — схід
- Пейдж — південь
- Міллс — захід
- Поттаваттамі — північний захід

## Виноски
1. ↑  U.S. Decennial Census. United States Census Bureau. Архів оригіналу за 19 липня 2018. Процитовано 20 липня 2014.
2. ↑  Historical Census Browser. University of Virginia Library. Архів оригіналу за 11 серпня 2012. Процитовано 20 липня 2014.
3. ↑  Population of Counties by Decennial Census: 1900 to 1990. United States Census Bureau. Архів оригіналу за 22 квітня 2014. Процитовано 20 липня 2014.
4. ↑  Census 2000 PHC-T-4. Ranking Tables for Counties: 1990 and 2000 (PDF). United States Census Bureau. Архів оригіналу (PDF) за 18 грудня 2014. Процитовано 20 липня 2014.
5. ↑  State & County QuickFacts. United States Census Bureau. Архів оригіналу за 7 червня 2011. Процитовано 20 липня 2014.(англ.) Наведено за англійською вікіпедією.
6. ↑  American FactFinder. Бюро перепису населення США. Архів оригіналу за 26 лютого 2012. Процитовано 31 січня 2008.

| США | Це незавершена стаття з географії США. Ви можете допомогти проєкту, виправивши або дописавши її. |